# Caponina chinacota
Caponina chinacota  (лат.) — вид мелких пауков рода Caponina из семейства Caponiidae. Южная Америка: южная Колумбия (Северный Сантандер, Chinácota). Длина самки около 3,83 мм.
Вид Caponina chinacota был впервые описан в 1994 году американским арахнологом Норманом Платником (Norman I. Platnick; р.1951; Американский музей естественной истории, Манхэттен, Нью-Йорк, США) вместе с Caponina tijuca и другими таксонами. Caponina chinacota включён в состав рода Caponina Simon, 1891 вместе с Caponina paramo, Caponina cajabamba, Caponina chilensis, Caponina papamanga и другими видами. Название вида C. chinacota связано с местом его обнаружения (Chinácota).